# Chiesa di Gesù Divino Lavoratore (Roma)

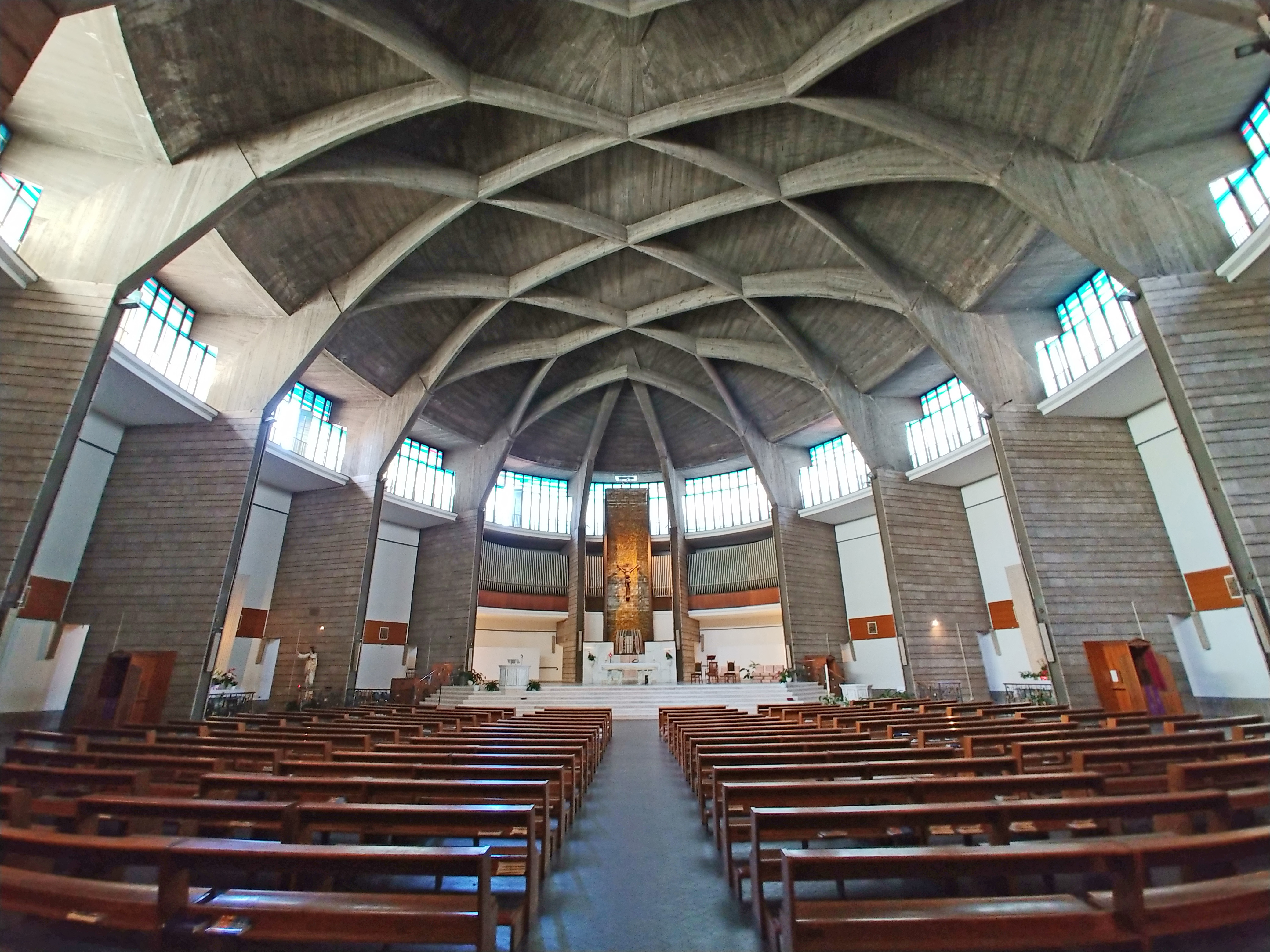
Interno

La chiesa di Gesù Divino Lavoratore è un luogo di culto cattolico di Roma situato in via Oderisi da Gubbio, nel quartiere Portuense.

## Storia
Il 1º ottobre 1954 venne istituita la cura d'anime "Prata Papi" dipendente dalla parrocchia della Sacra Famiglia fuori Porta Portese e per il Natale dello stesso anno venne dotata di un luogo di culto di modeste dimensioni costituito da un edificio prefabbricato; il 12 marzo dell'anno successivo col decreto Paterna sollecitudine fu istituita la parrocchia di Gesù Divino Lavoratore che affidata al clero diocesano di Roma.
La prima pietra dell'edificio, progettato dall'architetto Raffaello Fagnoni, fu posata il 24 marzo 1955; il 15 maggio 1960 fu consacrata dal cardinale Clemente Micara. La dedica a Gesù lavoratore fu voluta dai papi Pio XII e Giovanni XXIII come segno della presenza della chiesa nel mondo del lavoro. Nel 1969 papa Paolo VI elevò la chiesa a titolo cardinalizio col nome di "Gesù Divin Lavoratore".

## Descrizione
La chiesa di Gesù Divino Lavoratore sorge nel tratto iniziale di via Oderisi da Gubbio, nei pressi del piazzale della Radio. La costruzione, preceduta da un ampio sagrato, è a pianta ovoidale e si caratterizza esternamente per il paramento murario in blocchi di tufo squadrati con ricorsi in travertino, e per l'alta torre campanaria, anch'essa a forma cilindrica, che richiama in modo evidente una ciminiera. Il campanile, che alla sua sommità raggiunge un'altezza di circa 44 m, è posta in asse col portale centrale, collegata alla chiesa retrostante tramite una pensilina, e costituisce una sorta di propileo; la cella campanaria è delimitata da nervature in cemento armato disposte a formare dei triangoli. Ai lati di quello maggiore si aprono altri quattro portali rettangolari. La grande finestra che corre lungo l'intero perimetro dell'aula nella parte superiore della parete esterna, è ornata da una serie di croci greche anch'esse in tufo.
All'interno la chiesa è costituita da un'unica aula il cui soffitto presenta una «complessa orditura di travi primarie e secondarie» in calcestruzzo armato sorretta da quattordici pilastri radiali (che delimitano lo spazio di cappelle laterali) rivestiti in pietra. L'area presbiterale è situata sul lato opposto rispetto all'ingresso ed è rialzata di diversi gradini rispetto al resto della chiesa; dietro l'altare vi è un Crocifisso agonizzante su sfondo a tessere policrome. Sul ballatoio ai suoi lati si trova l'organo a canne Mascioni opus 839 costruito nel 1963-1964; è a trasmissione elettrica e dispone di 31 registri e la sua consolle, situata a pavimento nell'aula, ha due tastiere e pedaliera, con i comandi dei vari registri, accoppiamenti e annullatori a placchette a bilico.